# Le Veinard
Pour plus de détails, voir Fiche technique et Distribution.
Le Veinard (The Lucky Dog) est une comédie muette de Jess Robbins sortie en 1921.
C'est le premier film que tournent ensemble Stan Laurel et Oliver Hardy.

## Synopsis
Stan Laurel, mis à la porte à grands coups de balai par sa propriétaire, se retrouve assis au milieu de la rue et y rencontre un chien errant.
Aussitôt adopté comme compagnon, les voilà partageant les mêmes aventures. Tout d'abord renversé par une auto, il s'éprend de la ravissante jeune fille assise aux côtés du chauffeur avant de croiser la route d'un voleur à la tire (interprété par Oliver Hardy) qui venait de soutirer de l'argent à une victime et qui lui avait mis par mégarde et à son insu dans la poche. Il retrouve un peu plus tard la même jeune fille lors d'un concours canin où il sème la panique, mais les deux jeunes gens s'éprennent l'un de l'autre. Ils auront cependant fort à faire pour éviter la vengeance de l'amoureux éconduit qui noue une alliance avec le voleur floué.

## Fiche technique
- Titre original : The Lucky Dog
- Titre français : Le Veinard
- Réalisation : Jess Robbins
- Scénario : Jess Robbins
- Producteur : Gilbert M. Anderson
- Société de production : The Amalgamated Producing Company
- Société de distribution : Metro Pictures (Sun Lite Comedy)
- Pays de production : États-Unis
- Langue : intertitres en anglais
- Format : Noir et blanc - 35 mm - 1,37:1  -  Muet
- Genre : comédie
- Longueur : deux bobines
- Date de sortie : 
  - États-Unis : octobre 1921[1]

## Distribution
- Stan Laurel : le jeune homme
- Oliver Hardy : le voleur
- Florence Gilbert : la jeune fille
- Jack Lloyd : le petit ami

## Autour du film
- Il s'agit du premier film que tournent ensemble Stan Laurel et Oliver Hardy, même si la complicité de leur futur duo n'est pas mise en avant[2].